# نصر بن علی جهضمی
نصر بن علی جهضمی، یکی از علماء عامه (اهل سنت) در نقل روایت است که در سال ۲۵۰ ه‍.ق از دنیا رفته‌است. وی از جمله استادان و مشایخ ترمذی بوده‌است که در تشکیل شخصیت وی تأثیر بسزایی داشته‌است. او همچنین از مشایخ و استادان ابن خزیمه، ابوزرعه رازی و ابن ماجه نیر بوده‌است. در تاریخ زندگانی وی آمده‌است که به سبب نقل یک روایت در فضیلت حسن مجتبی و حسین بن علی، توسط متوکل عباسی به هزار ضربه شلاق محکوم شده‌است. متن روایت: «مَنْ احَبَّنی، وَ احَبَّ هذَیْنِ، وَ اباهُما، وَ امَّهُما کانَ مَعی فی دَرَجَتی یَوْمَ الْقِیامَةِ.» (کسی که دوستدار من و این دو و پدر و مادرشان باشد در روز قیامت در کنار من خواهد بود) بوده‌است. پس از آنکه ۵۰۰ ضربه شلاق خورد، مردی شفاعتش را نزد متوکل برد و تصریح کرد که نصر از اهل سنت است و شیعه نمی‌باشد. به این جهت متوکل از باقی شلاق‌ها صرف نظر کرد و وی را بخشید.

## آثار
از جمله آثار وی کتاب القراءات و تاریخ ائمه است.